# David Baszucki

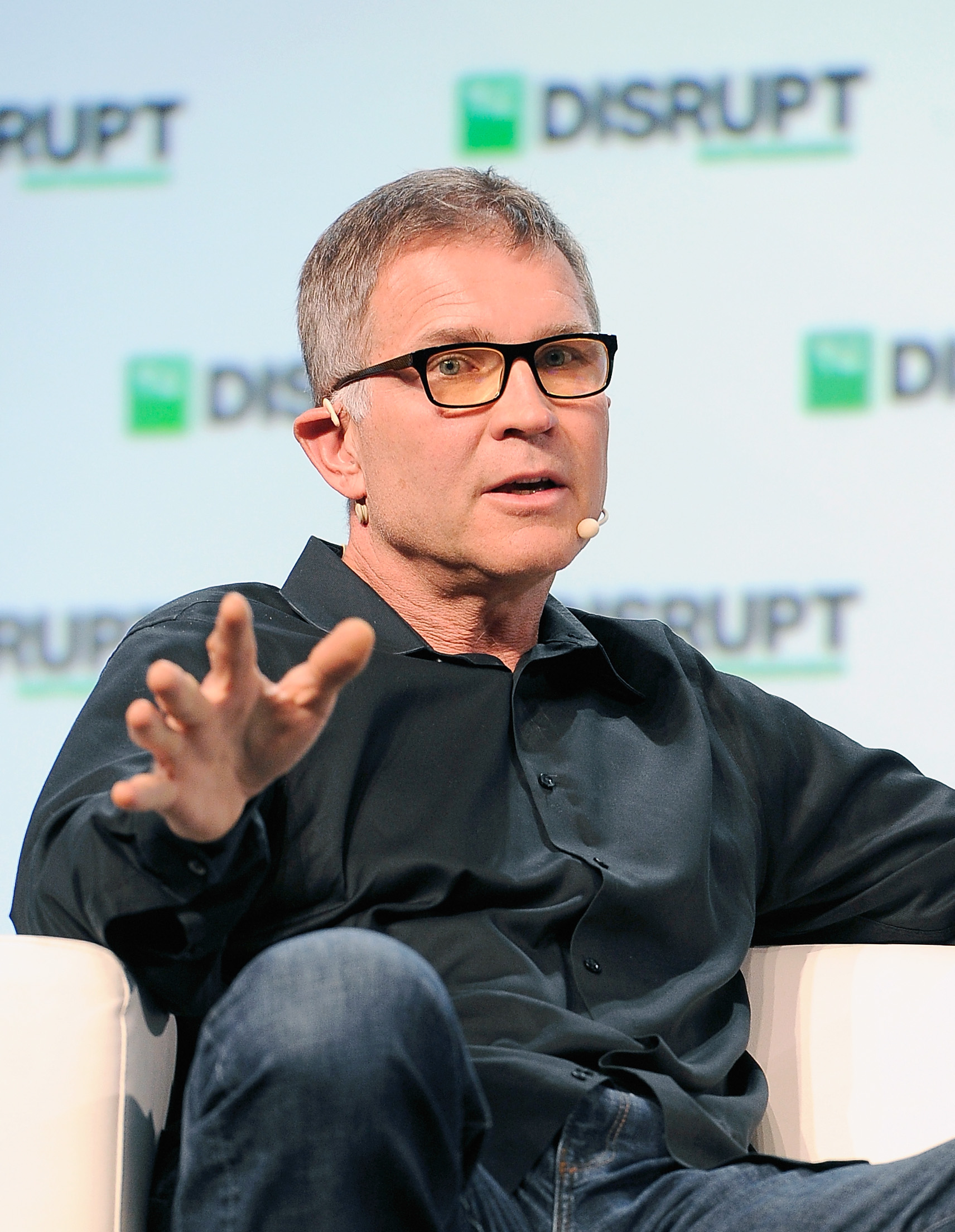
David Baszucki

David Baszucki (* 20. Januar 1963), auch bekannt unter seinem Roblox-Benutzernamen „builderman“, ist ein in Kanada geborener amerikanischer Unternehmer, Ingenieur und Erfinder. Er ist vor allem als Mitbegründer und CEO von Roblox bekannt. Zuvor war er Mitbegründer und CEO von Knowledge Revolution, das im Dezember 1998 von MSC Software übernommen wurde.

## Leben
Baszucki besuchte die Eden Prairie High School in Eden Prairie, MN, wo er Kapitän seines Highschool-TV-Quizteams war. Später moderierte er von Februar bis Juli 2003 seine eigene Talkshow bei KSCO Radio Santa Cruz. Baszucki studierte Ingenieurwissenschaften und Informatik an der Stanford University. Er schloss 1985 als General Motors Scholar in Elektrotechnik ab.
Baszucki besitzt einen Anteil von etwa 13 % an der Roblox Corporation, dem Unternehmen, dem Roblox gehört, ein Anteil, der auf einen Wert von etwa 470 Millionen Dollar geschätzt wird.
Baszucki lebt mit seiner Frau Jan Ellison und seinen vier Kindern in der San Francisco Bay Area.

## Auszeichnungen
- Goldman Sachs 100 Most Intriguing Entrepreneurs (2017, 2018).[2]
- Comparably’s Best CEO’s for Diversity (2018, 2019).[3]